# 公衆便所 私いたずらされました
公衆便所 私いたずらされました（こうしゅうべんじょ わたしいたずらされました）は1999年（平成11年）4月16日に公開された成人向け映画。監督は瀧島弘義。製作会社はネクストワンで配給はエクセスフィルム。

## あらすじ
作家の綾乃は、官能小説で女の欲望を満たし世界の人々から愛される存在になりたいと考え、作品の執筆をはじめた。
小説ののヒロイン・ミキは文壇の先生や編集者たちとのプレイに溺れ、自身の心の隙間を埋めるため、公衆トイレに出没する女装の男に抱かれた。次第に二人の関係は深まっていき…。

## スタッフ
- 監督 - 瀧島弘義
- 助監督 - 羽生研司、野尻克巳、高田亮
- 製作 - 秋山兼定
- 企画 - 稲山悌二
- 脚本- 五藤利弘、瀧島弘義
- 撮影 - 林誠
- 音楽 - 斉藤慎一
- 録音 - 大野誠
- 照明 - 多摩三郎
- 編集 - 冨田伸子

## 出演
- 森本みう
- 吉行由実
- 佐野和宏
- 坂井康浩
- 嶋田いち子
- 森羅万象